# 原子炉主任技術者
原子炉主任技術者（げんしろしゅにんぎじゅつしゃ）免状は、環境省原子力規制委員会が主管する国家資格である。
核原料物質、核燃料物質及び原子炉の規制に関する法律（以下、原子炉等規制法）に基づき、原子炉設置者の行う原子炉の運転に関して保安の監督を行うため、炉ごとに炉主任の選任が義務付けられている。
原子炉規制法でいう原子炉とは、原子力基本法で定める核燃料物質を燃料として使用する装置をいう。ただし政令で定めるものを除く。
1. 原子力 - 原子核変換の過程において原子核から放出されるすべての種類のエネルギーをいう。
2. 核燃料物質 - ウラン、トリウム等原子核分裂の過程において高エネルギーを放出する物質であつて、政令で定めるものをいう。
3. 核原料物質 - ウラン鉱、トリウム鉱その他核燃料物質の原料となる物質であつて、政令で定めるものをいう。
4. 放射線 - 電磁波又は粒子線のうち、直接又は間接に空気を電離する能力をもつもので、政令で定めるものをいう。

## 主務官庁
- 環境省原子力規制委員会

## 受験資格
- 筆記試験には受験資格はない。
- 口述試験には下記の受験資格がある。国家資格としては珍しく海外での研修を要件として認めている。
  - 筆記試験合格後、6ヶ月以上原子炉運転実務経験者。
  - 筆記試験合格後、指定された講習(下記1.～4.)機関で、講習課程を修了した者。

1. 日本原子力研究開発機構国際原子力総合技術センターの原子炉一般課程。
2. 日本原子力発電東海研究所の運転研修課程。
3. アメリカペンシルベニア州・シッピングポート原子力発電所訓練課程。
4. アメリカテネシー州・オークリッジ国立研究所原子炉技術学校運転管理過程など10の講習機関。

### 科目免除
- 筆記試験では、原子力規制委員会の認定を受けた大学院の専門職学位課程を修了した者は、下記の試験科目の1～5が免除される。ただし、修了してから5年以内に限る。

## 試験
- 筆記試験は3月上旬頃、口述試験は7月上旬頃、東京都で行われる。

### 試験科目
- 筆記試験

1. 原子炉理論
2. 原子炉の設計
3. 原子炉の運転制御
4. 原子炉燃料及び原子炉材料
5. 放射線測定及び放射線障害の防止
6. 原子炉に関する法令

- 口述試験
  - 原子炉の運転を行うために必要な実務的知識